# 유령의 집 (놀이기구)
유령의 집은 유령이 나올 법한 상황을 만들어 내고 손님에게 공포심을 부추기기 위해서 만들어진 엔터테인먼트 시설이다. 엔터테인먼트 시설로 유령은 영상과 음향, 스토리, 배우 등을 구사하여 손님에게 유령과 괴물에 대한 공포를 유사 체험하고 즐겁게 하는 것을 목적으로 하는 시설이다. 놀이공원 등에 많이 설치되어 있다. 또한 축제시에도 설치하기도 한다.유령의집에 가서 기절하거나 쇼크사 할 수 있다

## 같이 보기
- 방탈출 (게임)
- 기형쇼